# Strongylocentrotus polyacanthus
Espèce
Strongylocentrotus polyacanthus est une espèce d'oursins de la famille des Strongylocentrotidae.

## Description
Ce sont des oursins dits « réguliers », caractérisés par un test (coquille) rond légèrement aplati dorsalement, et des radioles (piquants) blanches, réparties sur tout le corps. 
La bouche se situe au centre de la face inférieure (face « orale »), et l'anus à l'opposé, soit au sommet du test.

## Habitat et répartition
Cet oursin vit dans le Pacifique nord.

## Liste des sous-espèces
Selon World Register of Marine Species (5 avril 2014) :
- sous-espèce Strongylocentrotus polyacanthus apicimagis Baranova, 1957
- sous-espèce Strongylocentrotus polyacanthus polyacanthus A. Agassiz & H. L. Clark, 1907